# プライス・コブ
プライス・コブ（Price Cobb, 1954年12月10日 - ）は、アメリカ人レーシングドライバーである。
コブは1970年代中盤よりフォーミュラ・アトランティックに参戦し、ケケ・ロズベルグ、ジル・ヴィルヌーヴ、ボビー・レイホールらと争った。シリーズランキングのベストはCASCとIMSAで分裂開催となった1976年のIMSAシリーズでの2位、それ以外のシーズンは1978年の3位だった。
1980年代、コブはスポーツカーレースに主な活動の場を求め、IMSA GTシリーズなどに参戦した。1985年にはロブ・ダイソンのチームよりIMSA GTPクラスへの参戦を開始し、ポルシェ・962で数度の勝利を挙げた。1989年、コブはジャガーチームに移籍し、同チームよりIMSA GTPとル・マン24時間レースへ参戦した。コブはジャガーでもIMSAでの勝利を挙げることには成功したが、当時はジェフ・ブラバムらのドライブするニッサン・GTP ZX-Tが圧倒的に強く、チャンピオンを争うことはできなかった。
1990年にはジョン・ニールセン、マーティン・ブランドルと組み、2月のデイトナ24時間レースに出場し2位に入り、ジャガーの1-2フィニッシュに貢献した。また、同トリオで同年6月のル・マン24時間レースで勝利を挙げた。

## レース記録

### ル・マン24時間レース
| 年     | チーム                                                    | コ・ドライバー                              | 使用車両          | クラス | 周回 | 総合順位 | クラス順位 |
| ------ | --------------------------------------------------------- | ------------------------------------------- | ----------------- | ------ | ---- | -------- | ---------- |
| 1986年 | リキモリ・エキップ                                        | マウロ・バルディ ロブ・ダイソン             | ポルシェ・956 GTi | C1     | 318  | 9位      | 7位        |
| 1987年 | リキモリ・エキップ                                        | ジョナサン・パーマー ジェームス・ウィーバー | ポルシェ・962C    | C1     | 112  | DNF      | DNF        |
| 1988年 | シルクカット・ジャガー トム・ウォーキンショー・レーシング | ダニー・サリバン デイビー・ジョーンズ       | ジャガー・XJR-9   | C1     | 331  | 16位     | 14位       |
| 1989年 | シルクカット・ジャガー トム・ウォーキンショー・レーシング | ジョン・ニールセン アンディ・ウォレス       | ジャガー・XJR-9   | C1     | 215  | DNF      | DNF        |
| 1990年 | シルクカット・ジャガー トム・ウォーキンショー・レーシング | ジョン・ニールセン マーティン・ブランドル   | ジャガー・XJR-12  | C1     | 68   | 1位      | 1位        |

| タイトル                                                      | タイトル                                                                  | タイトル                                                                |
| ------------------------------------------------------------- | ------------------------------------------------------------------------- | ----------------------------------------------------------------------- |
| 先代 ヨッヘン・マス マヌエル・ロイター スタンレー・ディケンズ | ル・マン24時間勝者 1990年 with: ジョン・ニールセン マーティン・ブランドル | 次代 フォルカー・ヴァイドラー ジョニー・ハーバート ベルトラン・ガショー |